# Aristolochia stahelii
Aristolochia stahelii är en piprankeväxtart som beskrevs av Otto Christian Schmidt. Aristolochia stahelii ingår i släktet piprankor, och familjen piprankeväxter. Inga underarter finns listade i Catalogue of Life.